# 難聴うさぎ
難聴うさぎ（1994年6月26日 - ）は、日本のインフルエンサー、YouTuber、会社経営者。島根県松江市生まれ。
YouTubeチャンネル名はメインチャンネルが「難聴うさぎ」、サブチャンネルが「難聴うさぎのサブ部屋」。主に難聴や障害に関する発信を行っている。

## 概要
先天性の聴覚障がい3級・感音性難聴で生まれつき音がゆがんで聞こえる。音を発しているのは分かるがそれが何を表しているのか分からないため、コミュニケーションは補聴器から伝わる振動と読唇術にて行う。YouTube、Instagram、TikTok、書籍などで幅広く活動している。

## 来歴

### 幼少期
1歳半の時の耳の検査で感音性難聴だということが分かり、補聴器を付ける生活となった。また、難聴とは別に斜視の手術や、生まれつき体が非対称だったため、左脚を伸ばすために針金を何本も通す手術を行っている。

### 学生時代
中学3年生の時に自分の障がいと向き合った作文が、人権作文コンテストの島根県大会最優秀賞に選ばれ、全国大会で法務省人権擁護局長賞を受賞した。

### 会社員時代
20歳になり松江工業高等専門学校を卒業すると、小6のころから憧れていた芸能界を目指して上京した。芸能事務所のオーディションをいくつか受けたが、思うような結果にならなかった。その後住宅メーカーに就職し、芸能活動は土日に行うことになった。また、手話ラウンジでの勤務を経験した。

### 現在
TikTokで人気が出たことをきっかけにスカウトが増え、芸能事務所に入ることになった。現在は耳についての発信をYouTubeやTikTokなどで行っている。
2024年8月、U-8に所属した。

## 人物
- 耳が聞こえない苦労がある一方で、それを生かして活動しており、コミュニケーション力が高く行動力があり明るい性格。
- ユニバーサルマナー検定2級[7]。

## 経歴
2019年
- 12月12日、YouTubeにてチャンネルを開設。

2020年
- 10月28日、YouTubeにて動画を初投稿。
- 12月11日、YouTubeのチャンネル登録者数が1万人を突破。

2021年
- 3月31日、株式会社ASTOLTIAを設立。
- 11月21日、YouTubeのチャンネル登録者数が10万人を突破。

2023年
- 9月21日、YouTubeのチャンネル登録者数が20万人を突破。
- 12月13日、ソリッドソニック株式会社は、株式会社Meta Heroesおよび株式会社ASTOLTIAとのパートナーシップ契約を締結し、メタバース空間にて聴覚レベルに関係なく楽しめる 『SILENT WORLD』 の構築を開始した。

2025年
- 1月4日、YouTubeのチャンネル登録者数が30万人を突破。

## 書籍

### 著書
- 音のない世界でコミュ力を磨く（2023年4月26日、KADOKAWA、ISBN 978-4046063229）[3]